# Kinnarodden
Kinnarodden, det nordligste punkt på det norske og det europæiske fastland, ligger på Nordkinnhalvøya, på grænsen mellem Lebesby og Gamvik kommuner, 71°08′02″N i Troms og Finnmark fylke. Afstanden til Lindesnes, Norges sydligste punkt, er 1.752 km. Kinnarodden kan nås via en 23 km lang gangsti fra Mehamn. Det tager 6-8 t hver retning. Der er også bådture fra Mehamn visse dage om sommeren.
71°08′02″N 27°39′00″Ø / 71.1339°N 27.65°Ø